# Schloss Rollau
 Schloss Rollau (auch Rollav, Mierzhof, Mürzerhof oder Mürzhof) war ein Edelhof nahe dem Dorf Mooskirchen im Bezirk Voitsberg in der Steiermark.

## Architektur
Der ursprüngliche kleine Wehrbau aus dem 13. Jahrhundert wurde im 16. Jahrhundert zur Zeit der Renaissance zu einem Wasserschloss umgebaut. Das Schloss hatte eine Schlosskapelle, einen Turm über dem Eingang und Ecktürme am regelmäßigen, dreigeschoßigen Gebäudekomplex.

## Geschichte
Ursprünglich wurde der Bau nach dessen Besitzer Mierzerhof bezeichnet. 1590 wurde der Wehrbau abgerissen und an dessen Stelle von Adam und Friedrich Mierzer ein Schloss errichtet. 1628 erwirbt Sebastian Roll das Schloss und darf den Besitz Rollau benennen. 1677 kam das Schloss in den Besitz der Maria Cällia Lodron und ging später an deren Ehemann Wolf Raymund von Kellersperg. Um 1730 wurde es mit der Herrschaft Groß-Söding verbunden. 1748 wurde das Schloss abgebrochen und der Wassergraben zugeschüttet.

## Vischer Darstellung
Als die Topographia Ducatus Stirae 1681 herauskam, war auch ein Vischerstich des Schlosses Rollav dabei, welche die einzige Darstellung des Wasserschlosses ist. Wahrscheinlich ist, dass im Hintergrund das Schloss Talhof oder Thalhof dargestellt wird, dessen Lage bisher unbekannt war, jedoch gibt es auch davon einen Kupferstich.

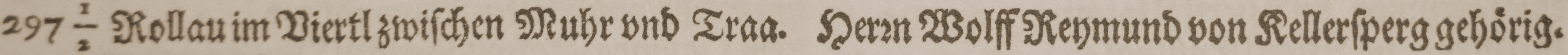
297 1/2 Rollau im Viertel zwischen Muhr und Traa. Herrn Wolf Reymund von Kellersperg gehörig.